# Nye rejsende
Nye rejsende er det syvende studiealbum fra den danske rocksanger Michael Falch. Det blev udgivet den 1998. Musikmagasinet GAFFA gav albummet tre ud af seks stjerner.

## Spor
1. "Det ender med en blues" - 5:10
2. "(Den dag jeg finder mit) Morten Korch-Humør" - 3:54
3. "November" - 4:15
4. "Singler (Nederlaget i '64)" - 4:47
5. "Enspænder" - 4:00
6. "De første fugle uden dig" - 4:55
7. "Danmark i forbifarten" - 4:13
8. "Sang for Maria" - 4:29
9. "Læg dit had væk" - 4:11
10. "Den forbudte by" - 4:22

## Hitliste
| Hitliste (1998)        | Højeste placering |
| ---------------------- | ----------------- |
| Danmark (Album Top-40) | 40                |